# PeaceReporter
PeaceReporter è stato un quotidiano italiano, che si occupava di temi internazionali. Era inoltre un'agenzia di stampa e di servizi editoriali.
È uscito regolarmente dal novembre 2003 all'aprile 2011. Successivamente si è trasformato in E - il mensile, e il 25 luglio 2012 ha annunciato la fine delle pubblicazioni.

## Storia
È stato pubblicato regolarmente dal 28 novembre 2003 grazie all'idea dell'agenzia di stampa MISNA e di Emergency. all'aprile 2011. Era edito dalla cooperativa di lavoro giornalistico Dieci Dicembre. Il direttore era Maso Notarianni e la sua sede centrale era a Milano in via Vida 11.
Da settembre 2007 all'aprile 2011, PeaceReporter è stato edito anche in una versione mensile cartacea, distribuita nelle principali librerie italiane, con contenuti inediti e diversi da quelli del sito web. Dall'aprile 2011 sino a luglio 2012, data di cessazione della pubblicazione, la rivista si era trasformata in E - il mensile, distribuito in tutte le edicole nazionali, diretto da Gianni Mura e Maso Notarianni.

## Temi
L'idea ispiratrice alla base del progetto di PeaceReporter era quella dell'abolizione della guerra. Nel sito era pubblicato anche un nutrito bollettino dei migranti e un bollettino settimanale che informa sul numero delle vittime di tutte le guerre del mondo. Servizi di PeaceReporter sono stati pubblicati dai principali quotidiani italiani come la Repubblica, il Corriere della Sera, la Gazzetta dello Sport, e dalle principali riviste settimanali e mensili.
Grazie ai collaboratori e corrispondenti distribuiti in varie zone del mondo, PeaceReporter si occupava di pubblicare inchieste, reportage e fotogallery su argomenti generalmente ignorati dal giornalismo tradizionale.